# Cristo (Thorvaldsen)
Cristo o Christus (in danese: Kristus), noto anche come Christus Consolator (Cristo consolatore in latino), è una scultura in marmo di Carrara dello scultore danese Alberto Thorvaldsen, realizzata nel 1833. La scultura oggi si trova nella cattedrale di Nostra Signora a Copenaghen. La scultura venne commissionata dalla Chiesa Evangelica Luterana assieme a delle statue raffiguranti gli apostoli. A partire dal ventesimo secolo la statua è stata adottata come simbolo della Chiesa di Gesù Cristo dei santi degli ultimi giorni.

## Storia

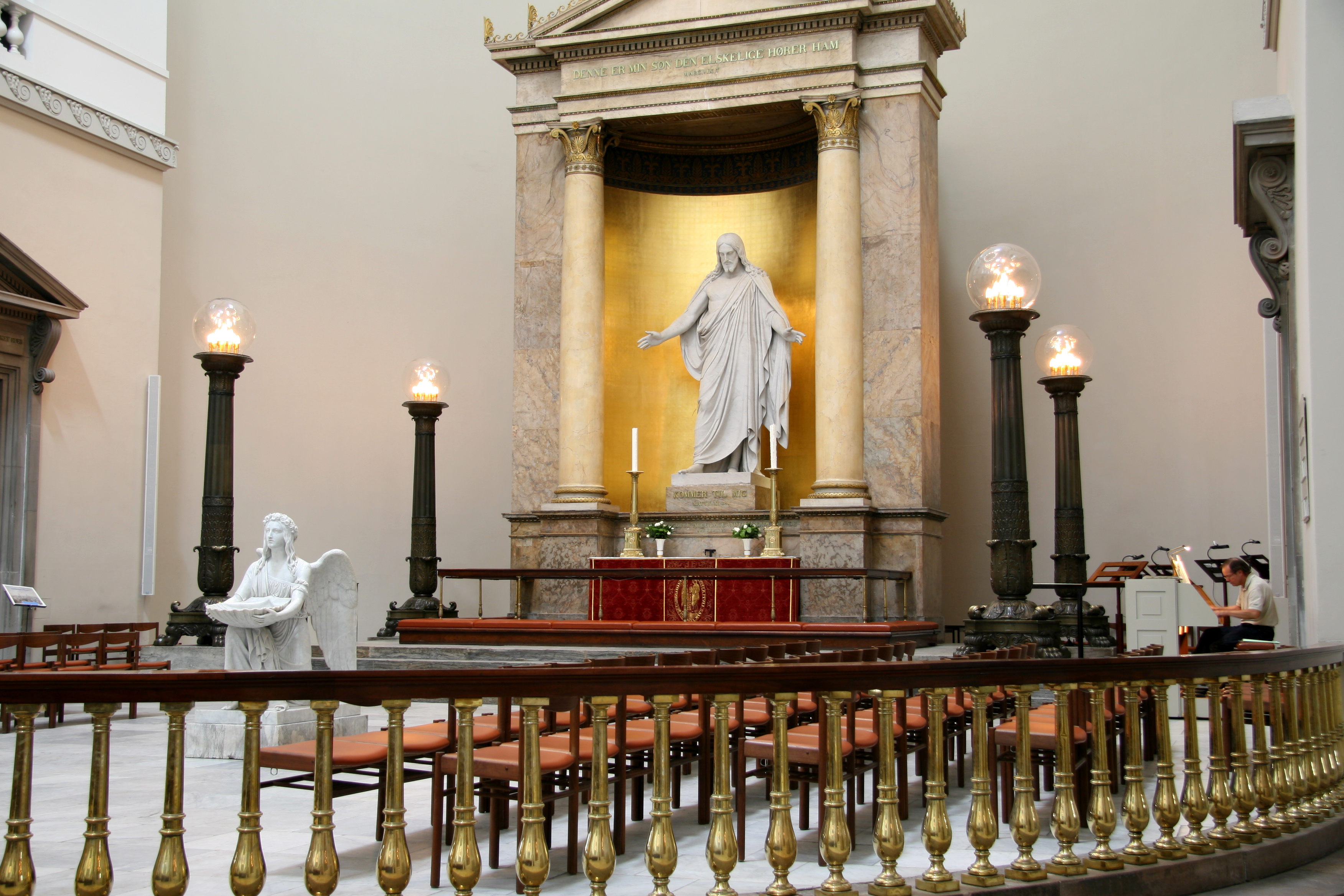
La scultura nella Cattedrale di Copenaghen.

Quando venne ricostruita la cattedrale di Nostra Signora a Copenaghen, precedentemente distrutta da un incendio nel settembre 1807 a causa del bombardamento della città, Thorvaldsen venne incaricato di scolpire delle statue che raffigurassero Gesù e gli apostoli, oltre a degli elementi decorativi e arredi. Una versione in gesso venne fornita alla cattedrale per la cerimonia di consacrazione e la scultura finita venne installata nel 1833. La statua misura 345 centimetri e l'iscrizione alla base riporta la scritta Kommer til mig ("Venite da me"), che si riferisce ad un verso del Vangelo di Matteo (11:28): Gesù viene raffigurato con le mani aperte, le quali mostrano le stigmate.

## Repliche
Esistono molte repliche del Cristo thorvaldseniano. Una copia a grandezza naturale si trova all’ospedale Johns Hopkins a Baltimora, nel Maryland, dal 1896; questa copia viene chiamata Christus Consolator. Un’altra copia si trova nel cimitero Forest Lawn Memorial Park situato a Glendale, in California. Altre copie includono:
- quella situata davanti alla chiesa della Pace di Potsdam;
- quella situata nella chiesa di San Pietro di Stavanger, in Norvegia, dal 1853;
- quella situata nella cappella della Congregazione della Chiesa Evangelica dei Fratelli Cechi a Plzeň;
- quella situata nella chiesa luterana di San Giovanni a Seattle, nello stato di Washington;
- quella situata nella chiesa luterana di San Paolo a Houston, in Texas;
- quella in bronzo al cimitero Oakwood di Huntsville, in Texas;
- quella davanti alla cattedrale dell'Avvento a Birmingham, in Alabama.

Inoltre, nel 2009, i parrocchiani di una chiesa protestante svedese di Västerås costruirono una replica della statua usando 30.000 mattoncini LEGO bianchi.

## Utilizzo da parte della Chiesa di Gesù Cristo dei santi degli ultimi giorni
Negli anni 50 Stephen L Richards, un apostolo della Chiesa di Gesù Cristo dei santi degli ultimi giorni, acquistò una replica di 3,4 metri del Cristo e la portò dal presidente dell’associazione David O. McKay; la statua fu spostata alla Piazza del Tempio situata nella Città del Lago Salato, nello Utah. Una seconda replica del Cristo venne quindi realizzata per essere esposta al padiglione della Chiesa alla fiera internazionale di New York del 1964. L’esposizione della replica aveva lo scopo di aiutare i visitatori a capire che “i Santi degli ultimi giorni erano cristiani”.
Da quel momento sono state realizzate molte repliche della scultura, le quali si trovano nei centri visitatori dei templi sparsi in varie città del mondo, tra le quali Los Angeles, Città del Messico, Londra, San Paolo del Brasile e Roma. Presso il Tempio di Roma Italia sono presenti anche delle repliche delle statue degli apostoli. La Chiesa di Gesù Cristo usa inoltre l'immagine della statua nei suoi siti ed in altre pubblicazioni ufficiali.
Il 4 aprile 2020 il presidente della Chiesa, Russell M. Nelson, annunciò che sarebbe stato realizzato un nuovo simbolo della Chiesa di Gesù Cristo dei santi degli ultimi giorni, con il Cristo thorvaldseniano al centro dell’immagine, sopra il nome dell’associazione.

## Galleria d'immagini

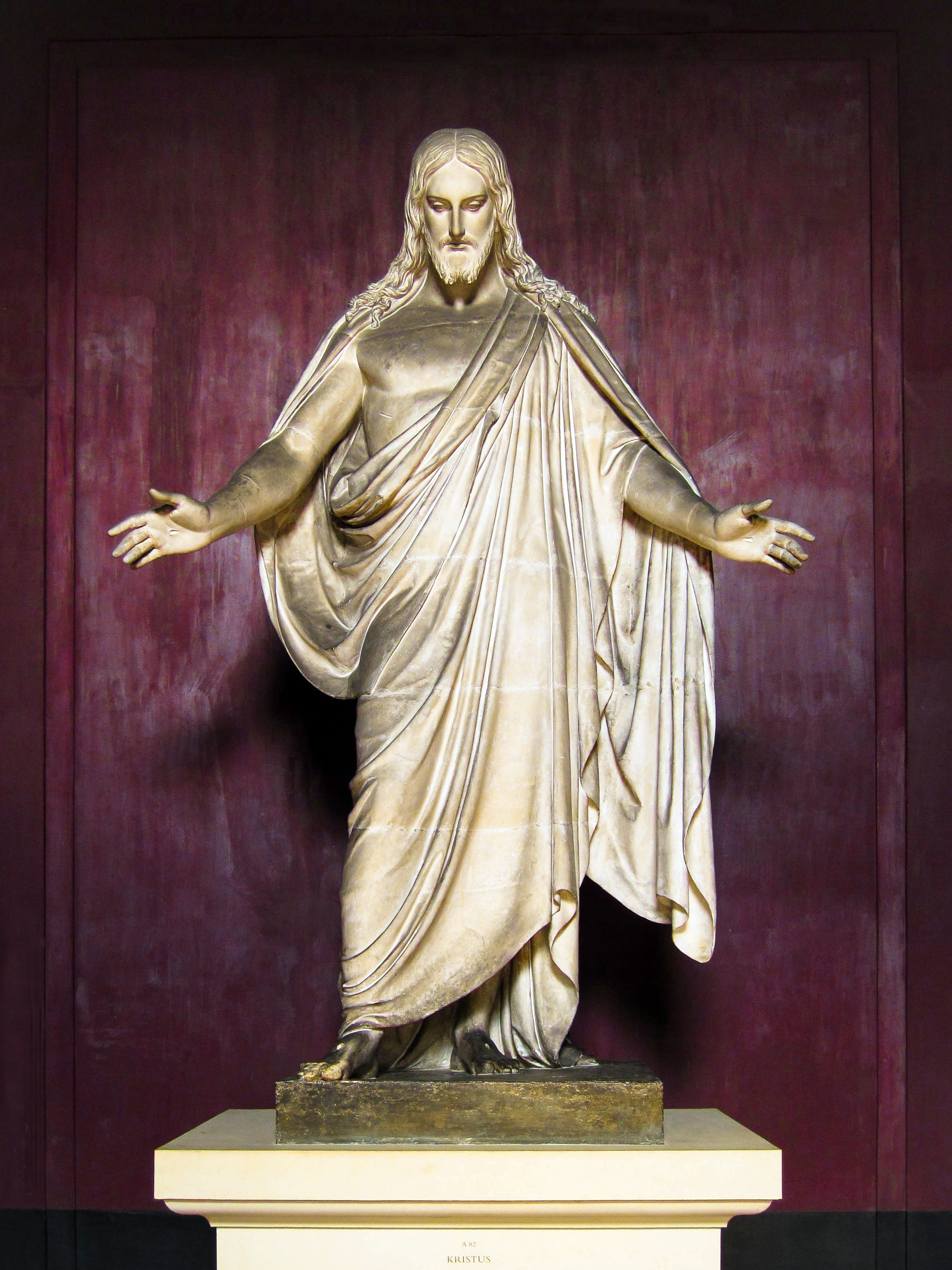
La versione in gesso (annerita dal fumo delle candele) conservata al Museo Thorvaldsen di Copenaghen.
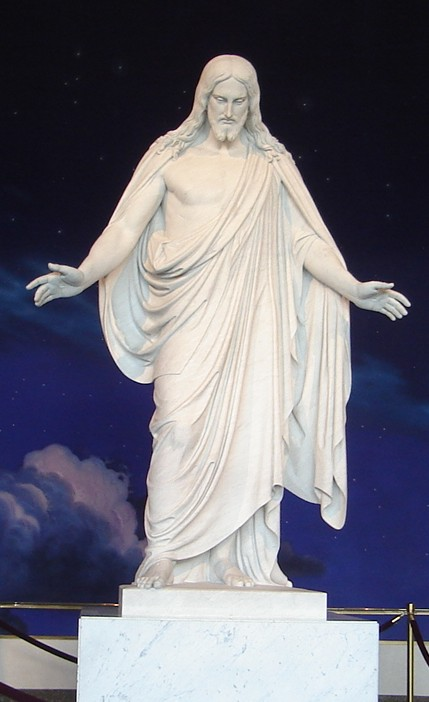
Replica situata alla Piazza del Tempio di Salt Lake City.
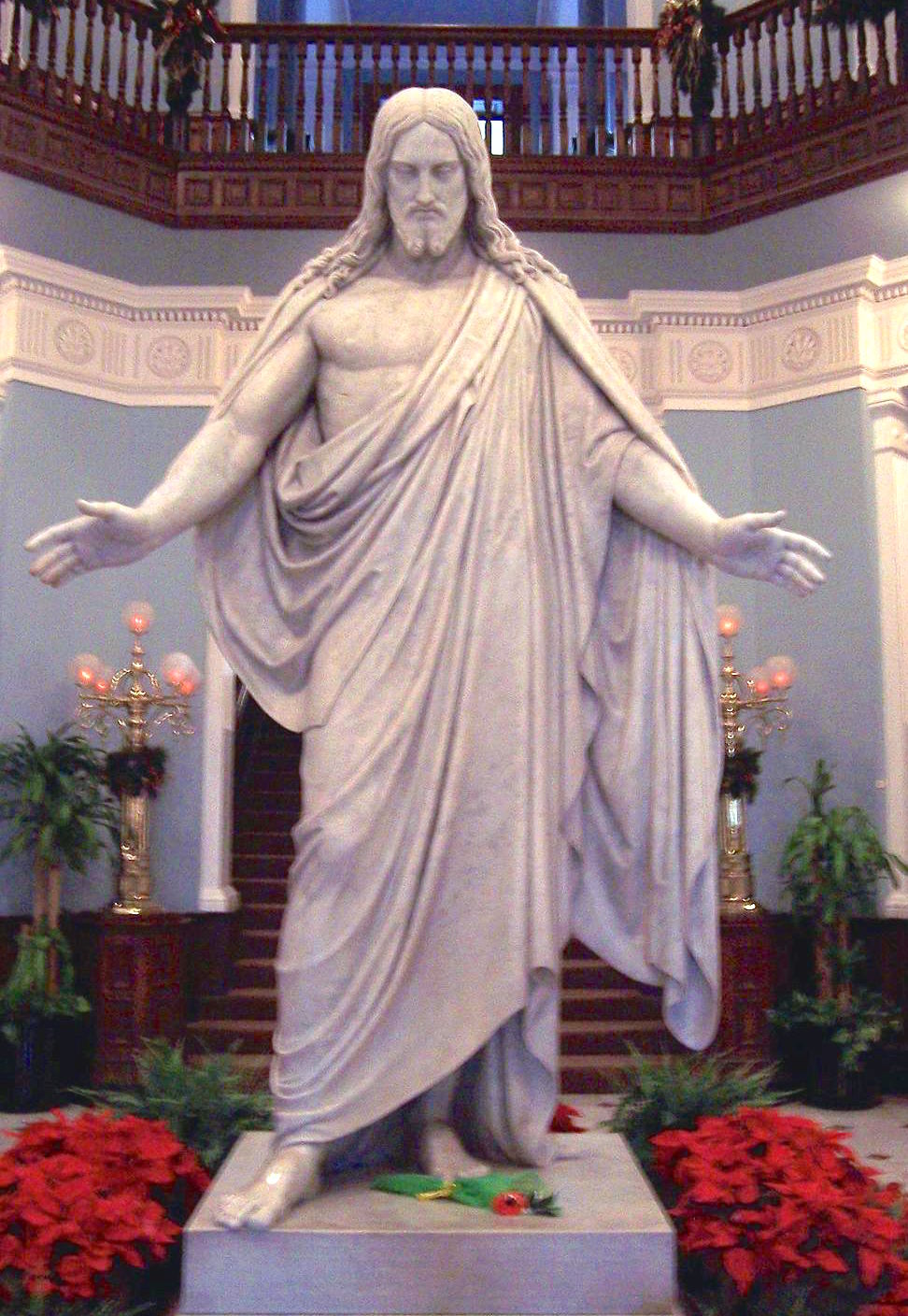
Replica all'Ospedale Johns Hopkins di Baltimora.
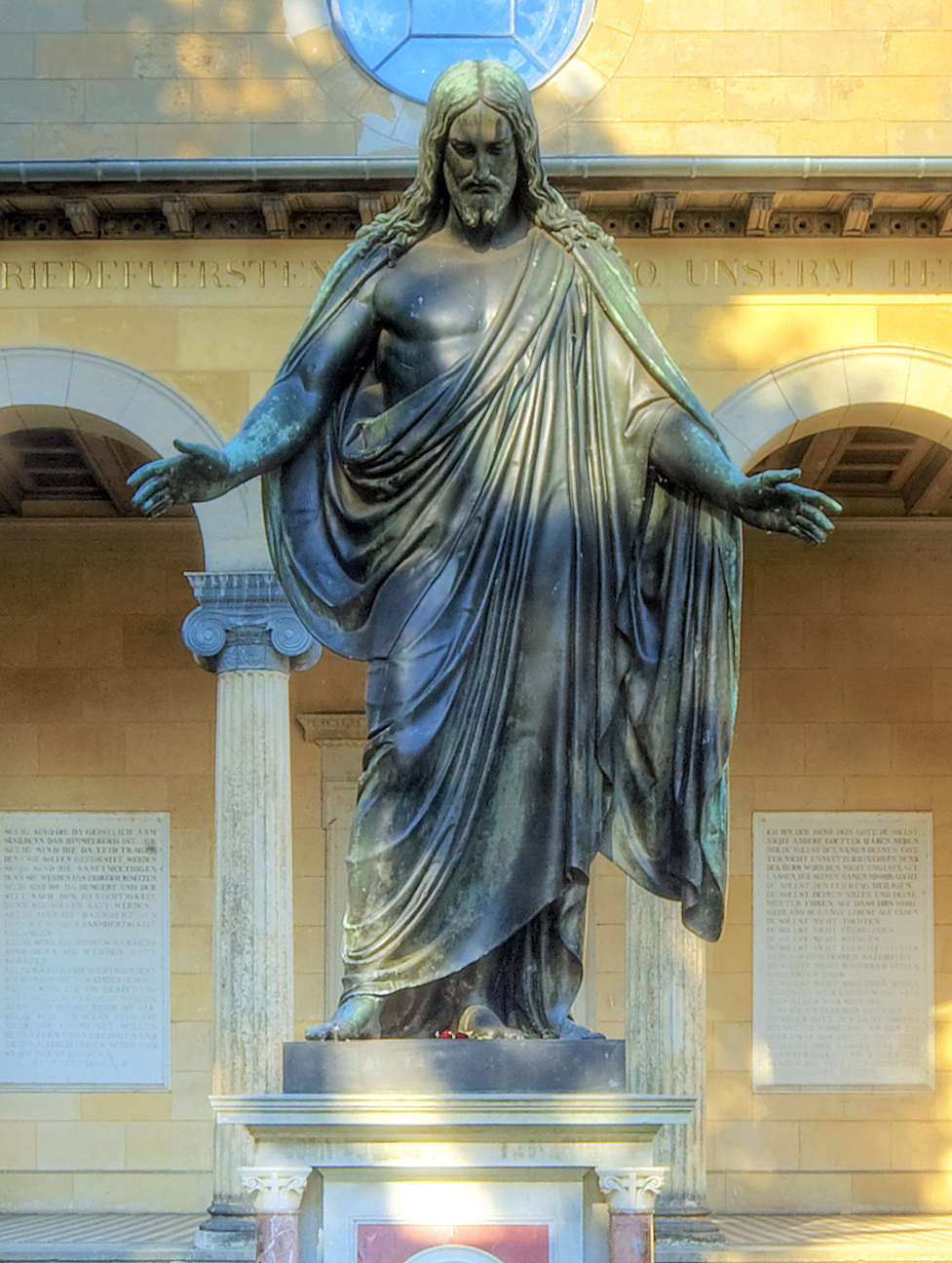
Replica situata davanti alla chiesa della Pace nel parco di Sanssouci di Potsdam.
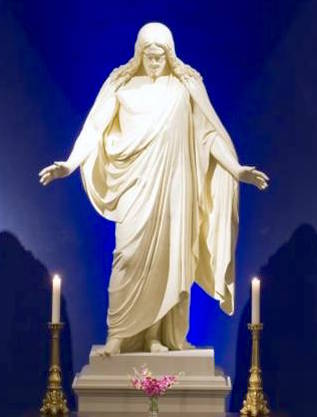
Replica nella chiesa di San Pietro di Stavanger, in Norvegia.
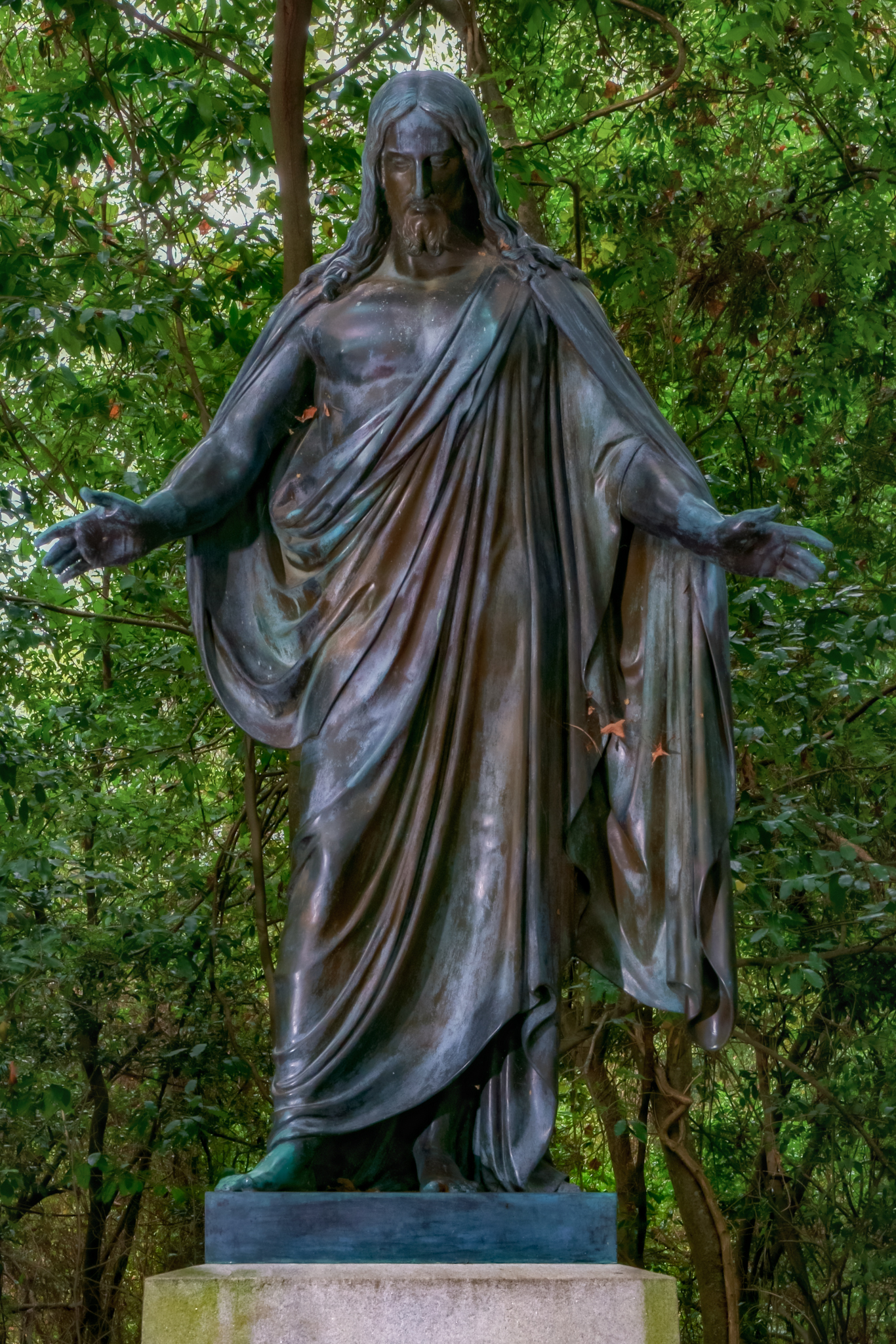
Replica in bronzo al cimitero Oakwood di Huntsville.